# 司剧星
司剧星（23 Thalia）是第23颗被人类发现的小行星，于1852年12月15日由约翰·罗素·欣德发现。司剧星的直径为107.5千米，质量为1.3×1018千克，公转周期为1555.679天。
司劇星以希臘神話的繆斯塔利亞命名。